# Vystrčenovice
Vystrčenovice är en ort i Tjeckien.   Den ligger i regionen Vysočina, i den centrala delen av landet, 130 km sydost om huvudstaden Prag. Vystrčenovice ligger 560 meter över havet och antalet invånare är 109.
Terrängen runt Vystrčenovice är lite kuperad. Runt Vystrčenovice är det ganska tätbefolkat, med 65 invånare per kvadratkilometer. Närmaste större samhälle är Dačice, 10,3 km sydväst om Vystrčenovice. I omgivningarna runt Vystrčenovice växer i huvudsak blandskog.